# Michael Mainelli

Armas de Michael Mainelli

Michael Raymond Mainelli (Seattle, 19 de diciembre de 1958) es un economista británico de ascendencia italo-irlandesa.
Presidente de «Z/Yen» en Londres, es alcalde mayor de Londres para 2023/24.

## Biografía
Nacido en los Estados Unidos, después de estudiar en el Harvard College (BA) y posteriormente en la London School of Economics, completo su PhD (Londin) en 2004, fue nombrado miembro del Senado de la « Accademia Tiberina » en 2015.
Elegido vereador desde el año 2013, Mainelli desempeñó su cargo como alguacil de Londres (2019 a 2021).
El 11 de noviembre de 2023, asumió oficialmente el cargo para el próximo año, tras el « Lord Mayor's Show », dedicado a su elección como 695° alcalde mayor de la City, el centro histórico de Londres que ahora es su corazón financiero.